# 欧度虎属
欧度虎属（学名：Oedodera）是澳洲蜥虎科的一属。

## 下属物种
本属包括以下物种：
- Oedodera marmorata Bauer, Jackman, Sadlier & Whithaker, 2006